# 1897 en France
Chronologie de la France
- 1893
- 1894
- 1895
- 1896
- 1897
- 1898
- 1899
- 1900
- 1901

Cette page concerne l'année 1897 du calendrier grégorien.

## Événements
- Réchauffement hivernal à partir de 1897[1].

- 6 février : les almani du Fouta-Djalon acceptent le protectorat de la France[2].
- 6 février : Marcel Proust se bat en duel avec le critique Jean Lorrain
- 7 février : un règlement d'administration public détermine les conditions d'application de la loi de 1889 sur la Nationalité française dans l'empire colonial ; il se préoccupe de favoriser, dans un intérêt de colonisation, la naturalisation des étrangers installés en Algérie[3].
- 12 février : Paul Doumer prend ses fonctions de gouverneur général de l’Union indochinoise (fin en octobre 1902)[4]. Il prend des mesures pour « construire l’Indochine » (« plan Doumer » de 1898). Taxes et corvées se multiplient, suscitant en 1908 les premières grandes révoltes rurale, puis ouvrières[5].
- 27 - 28 février : destitution et exil de la reine Ranavalona III par le  général Gallieni ; la royauté est abolie à Madagascar[6].

- 26 avril : les femmes sont désormais admises à l'École des beaux-arts de Paris[7].
- 4 mai : 
  - l’incendie du « Bazar de la Charité » à Paris fait 121 victimes dont la duchesse d'Alençon, sœur de l'impératrice d'Autriche. Il est décrit comme « un Azincourt féminin » (journal L’Éclair)[8].
  - traité entre la France (Cazemajou) et le roi de Diébougou[9].

- 18 juin : tornade à Asnières-sur-Seine[10].

- 3 juillet : inondations dans les Pyrénées centrales. Une femme est tuée à Bagnères-de-Bigorre[11].

- 4 août : arrestation de Joseph Vacher en Ardèche. Il avoue le 16 octobre plusieurs assassinats. Il est condamné à mort par la cour d'assises de l'Ain en octobre 1898 et exécuté le 31 décembre 1898[12].

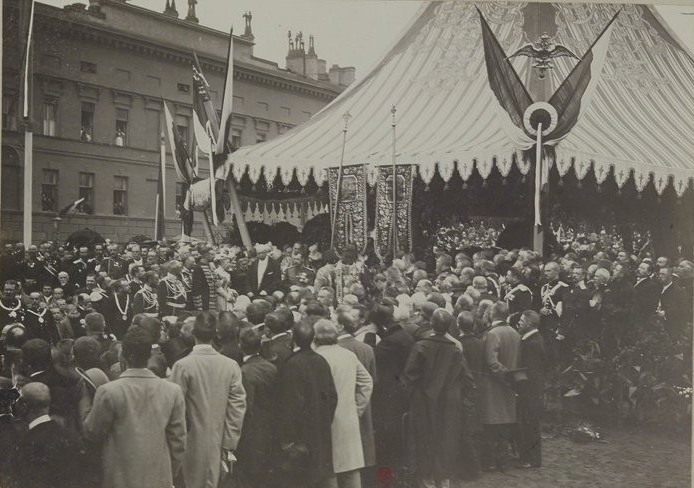
Séjour de Mr. Félix Faure, président de la République, en Russie - consécration du pont Troisky (1897).

- 23- 31 août : visite officielle du président Félix Faure en Russie, qui illustre le succès de l’alliance entre les deux pays. Parti de Dunkerque le 18 août sur le cuirassé Pothuau, le président arrive à Kronstadt le 23 août[13].

- 1er octobre : Louis Lépine est nommé gouverneur général de l’Algérie (fin en 1898)[14].
- 30 octobre, Affaire Dreyfus : le vice-président du Sénat, Scheurer-Kestner révèle au ministre de la Guerre ses convictions sur l'innocence de Dreyfus.

- 4 décembre : le président du Conseil Méline déclare « Il n'y a pas d'affaire Dreyfus »[15].
- 7 décembre : loi qui accorde aux femmes le droit de témoigner dans les actes de l'état civil et dans les actes notariés[16].
- 9 décembre : premier numéro du quotidien féministe La Fronde  tiré à 200 000 exemplaires par Marguerite Durand[17].
- 28 décembre : première représentation, au théâtre de la Porte-Saint-Martin à Paris, de Cyrano de Bergerac, pièce d'Edmond Rostand qui devient une des plus populaires du théâtre français[18].
- 31 décembre : second non-lieu en faveur d'Esterhazy[19].